# سلطان أحمد (إيران)
سلطان أحمد هي قرية في مقاطعة سلماس، إيران. عدد سكان هذه القرية هو 1,379 في سنة 2006.